# 金岡純二
金岡 純二（かなおか じゅんじ、1938年11月24日 – ）は、日本の銀行家。富山第一銀行会長。2001年藍綬褒章。2009年旭日小綬章。

## 来歴・人物
北陸財界屈指の名門である金岡家に生まれる。
慶應義塾大学卒業後、日本相互銀行勤務を経て富山相銀に入行。常務、専務を歴任後、父である3代目又左衛門の逝去を受け43歳で社長に就任。以後、通算29年トップとして在任した。
2010年（平成22年）4月には、日本銀行出身である横田格副頭取に禅譲し、同行初の代表取締役会長に就任した。

## 金岡家
初代金岡又左衛門は、薬種業を家業としていた金剛寺屋又右衛門の長男として生まれ家業を振興、発展させた。1887年（明治20年）には、北陸電力の前身にあたる富山電灯を設立したほか育英事業にも力を入れ、その精神は富山第一銀行奨学財団へと受け継がれた。また、政界においても活躍し富山県県議会議員を経て1884年（明治17年）からは衆議院議員を4期務めた。
2代目又左衛門は、初代の養子となり旧制第四高等学校薬学部を卒業後、富山第一合同無尽(富山第一銀行の前身)や、第一薬品を設立したほか1929年（昭和4年）から1943年（昭和18年）まで富山商工会議所会頭を務めた。
3代目又左衛門は、東京帝國大学薬学科を卒業後富山薬学専門学校(現：富山大学薬学部)教授を務めた学者で、2代目の婿養子となり富山相互銀行社長等を務めた。そしてこの3代目の長男にあたるのが金岡祐一であり、次男が本稿の金岡純二その人である。また、女婿となったのが金岡幸二である。

## 略歴
- 1961年（昭和36年） – 慶應義塾大学法学部卒業後、日本相互銀行（現・三井住友銀行）入行
- 1969年（昭和44年） – 富山相互銀行（現・富山第一銀行）入行
- 1975年（昭和50年） – 取締役企画部長委嘱
- 1977年（昭和52年） – 常務取締役企画部長委嘱
- 1979年（昭和54年） – 専務取締役
- 1981年（昭和56年） – 社長
- 1988年（昭和63年） – 頭取
- 1989年（平成元年） – 普銀転換
- 2010年（平成22年） – 代表取締役会長